# Webermühle

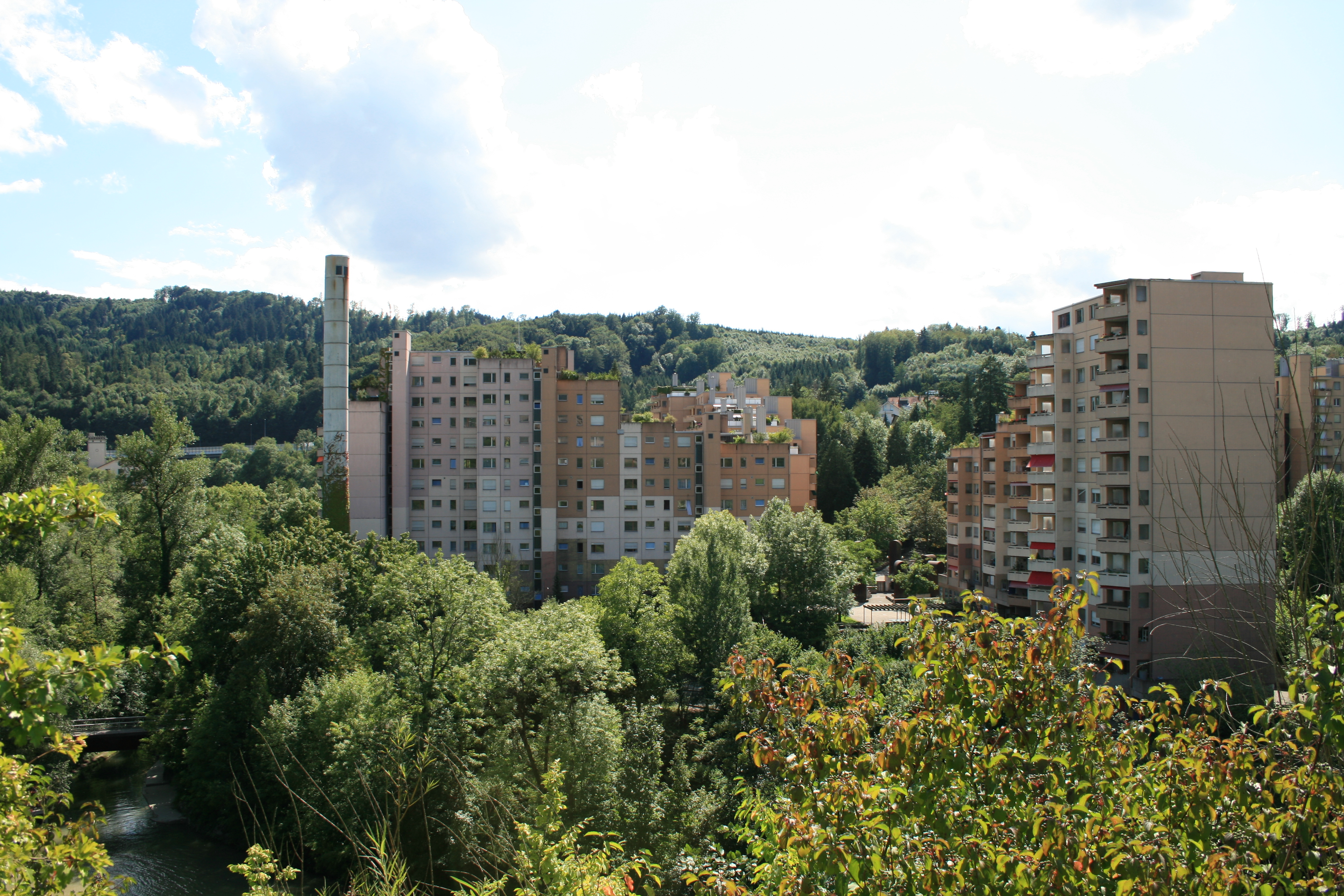
Die Webermühle vor der Renovation

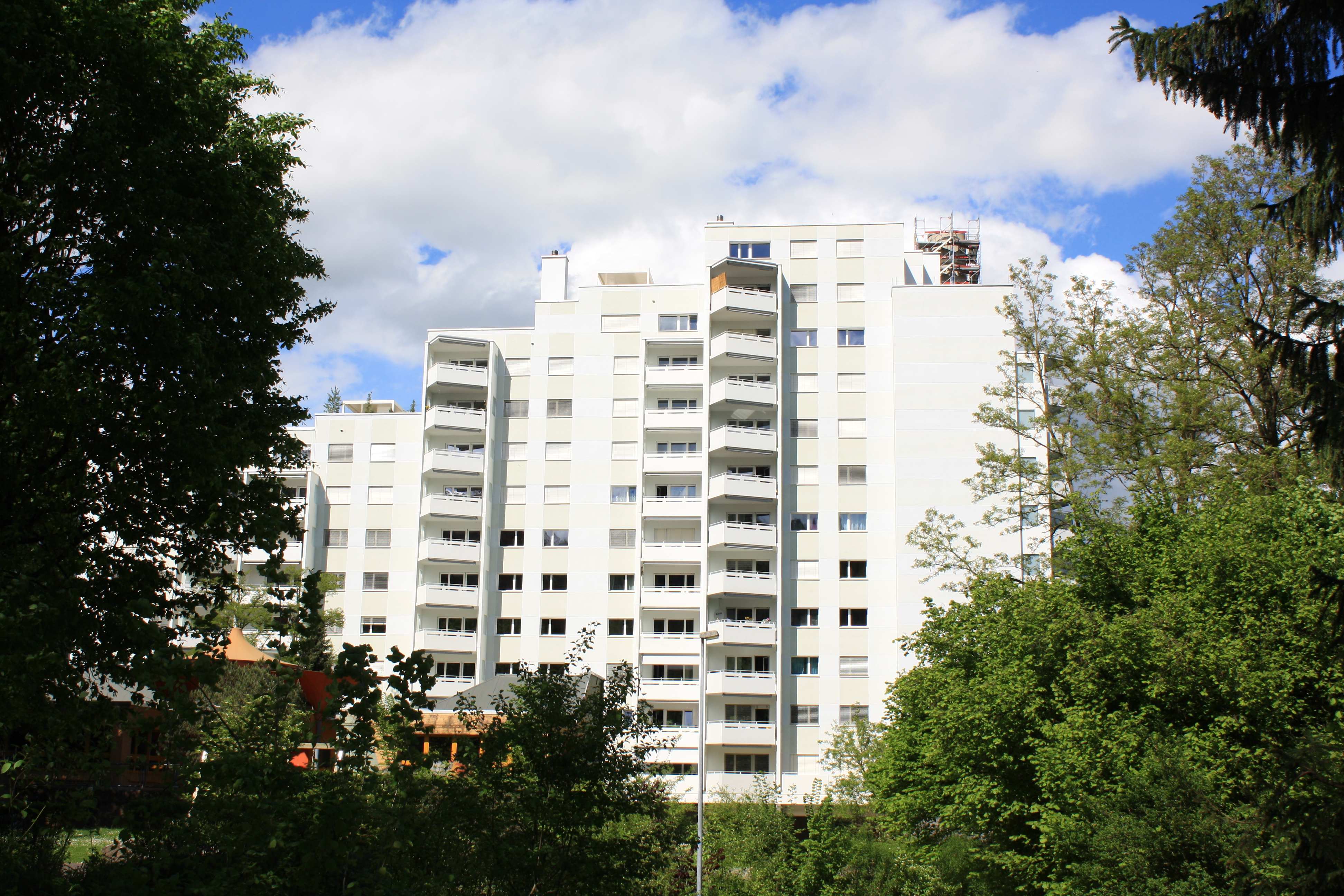
Die Webermühle nach der Renovation

Die Webermühle ist ein Ortsteil von Neuenhof im Schweizer Kanton Aargau. Sie liegt in der Damsau an der Limmat zwischen dem Dorfzentrum von Neuenhof und dem Stadtzentrum von Baden.

## Geschichte
In der Damsau wurden im 19. Jahrhundert eine Weberei und eine Spinnerei errichtet. Als die Industrieanlagen 1970 stillgelegt wurden, kaufte eine Immobiliengesellschaft das Areal und errichtete dort die Wohnsiedlung Webermühle, die in zwei Abschnitten erbaut wurde. In den Jahren 1974/75 wurden die ersten beiden Wohnblöcke erstellt, 1980/81 zwei weitere. Die Überbauung Webermühle umfasst heute 368 Wohnungen und befindet sich seit 2008 in Besitz eines Immobilienfonds der Credit Suisse.
Seit dem Jahr 2012 wird die Webermühle umgebaut, die Arbeiten sollten bis 2015 abgeschlossen sein.